# 1613 au théâtre
| Années du théâtre : 1610 - 1611 - 1612 - 1613 - 1614 - 1615 - 1616    |
| Décennies du théâtre : 1580 - 1590 - 1600 - 1610 - 1620 - 1630 - 1640 |

## Événements
- 29 juin : lors d'une représentation de Henri VIII de William Shakespeare et John Fletcher au Théâtre du Globe à Londres, un canon de théâtre boute le feu au Théâtre du Globe et le détruit entièrement.
- Marie de Médicis fait venir à Paris la troupe de l’Arlequin Tristano Martinelli (it) et de l’octogénaire Petrolini[1].

## Pièces de théâtre publiées
- Elizabeth Cary, La Tragédie de Mariam, sous-titrée La Belle reine des Juifs (en anglais : The Tragedy of Mariam, the Fair Queen of Jewry), tragédie, Londres, Thomas Creede pour Richard Hawkins.

## Pièces de théâtre représentées
- 14 février : Le Conte d'hiver de William Shakespeare, Londres, au Palais de Whitehall, lors des festivités précédant le mariage de la princesse Élisabeth, fille du roi Jacques Ier, avec l'électeur palatin Frédéric V.
- 29 décembre : (en) Le Masque irlandais, mascarade de Ben Jonson.
- (en) Les Deux Nobles Cousins, tragi-comédie de William Shakespeare et John Fletcher.

## Naissances
- 11 février : Henry Killigrew, dramaturge anglais, mort le 14 mars 1700.
- 20 avril : Urbain Chevreau, écrivain et dramaturge français, mort le 15 février 1701.
- Vers 1613 : 
  - Ye Xiaowan, dramaturge chinoise, morte vers 1660.

## Décès
- Date précise inconnue :
  - Okuni, actrice japonaise, considérée comme la fondatrice du théâtre de kabuki, née vers 1572.